# Aidenbach
Aidenbach ist ein Markt im niederbayerischen Landkreis Passau sowie Sitz der Verwaltungsgemeinschaft Aidenbach und staatlich anerkannter Erholungsort. Der Ort ist durch die Schlacht von Aidenbach im Jahr 1706 bekannt, die den letzten Widerstand der revoltierenden bayerischen Bauern gegen die kaiserlich-habsburgische Besatzung brach.

## Geographie

### Geographische Lage
Die Gemeinde liegt in der Region Donau-Wald südlich der Donau im westlichen Teil des Klosterwinkels und am Rand des Holzlandes. Der Markt ist in ein kleines Seitental der Vils inmitten der typisch niederbayerischen Hügellandschaft eingebettet. Vilshofen an der Donau liegt zehn Kilometer entfernt, Pfarrkirchen 20 Kilometer und Passau 35 Kilometer, wobei das umliegende Straßennetz keine ausgebauten Bundesstraßen aufweist.

### Gemeindegliederung
Es gibt 19 Gemeindeteile (in Klammern ist der Siedlungstyp angegeben):
- Agendorf (Weiler)
- Aidenbach (Hauptort)
- Bärnthal (Einöde)
- Buchenöd (Weiler)
- Gunzing (Weiler)
- Hauptmannsberg (Weiler)
- Heft (Dorf)
- Hollerbach (Dorf)
- Köching (Weiler)
- Mandlmühle (Weiler)
- Mistlbach
- Penzing (Weiler)
- Rannerding (Weiler)
- Schöfbach (Weiler)
- Senging (Einöde)
- Steinpoint (Einöde)
- Stetten (Einöde)
- Waidthoma (Einöde)
- Weingarten (Einöde)

Gemarkungen sind Aidenbach, Aldersbach und Haidenburg.

### Nachbargemeinden
- Egglham (Landkreis Rottal-Inn)
- Aldersbach
- Beutelsbach
- Vilshofen

## Geschichte

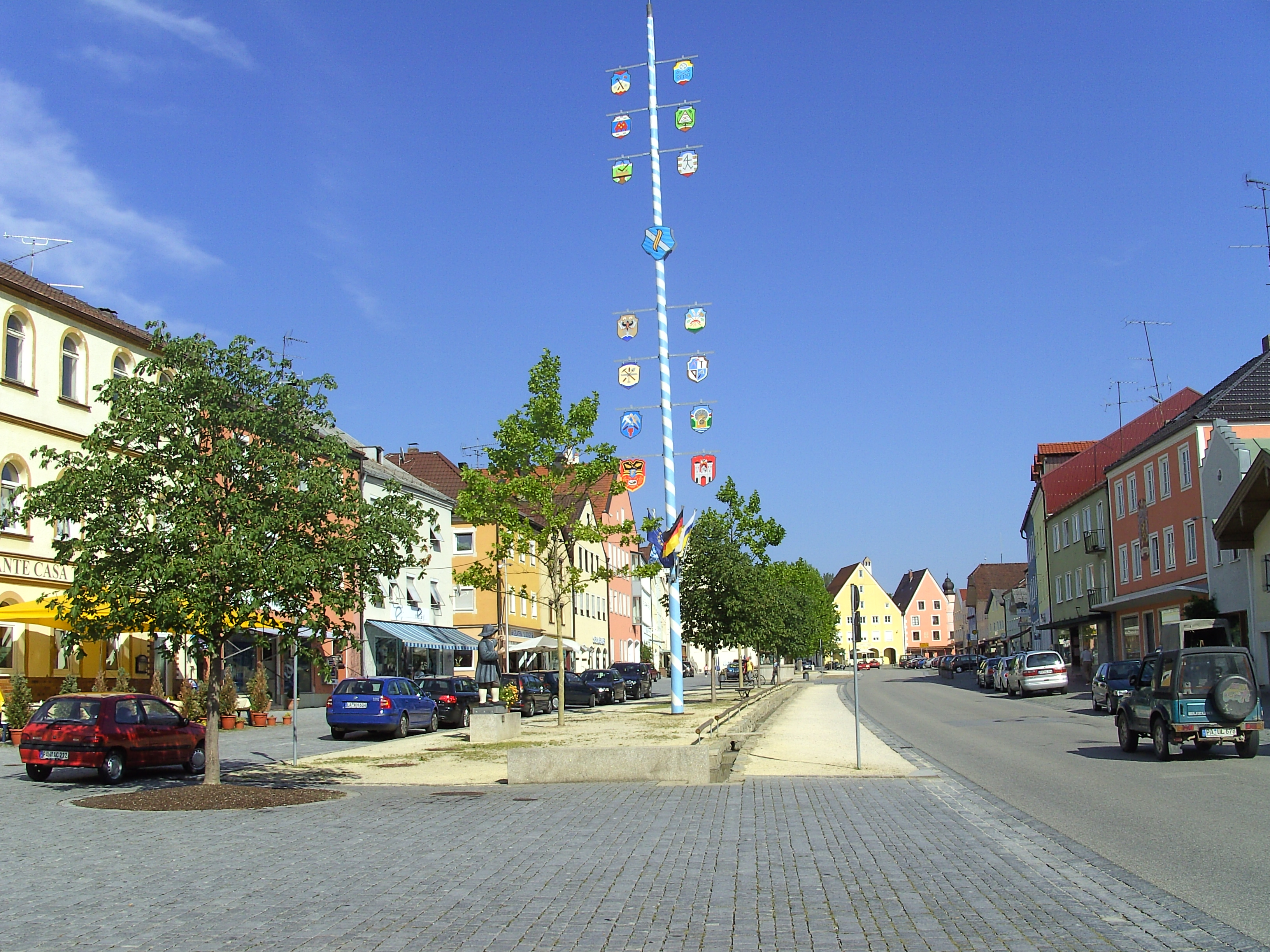
Marktplatz von Aidenbach

### Bis zur Gemeindegründung
In den Jahren 817 und 837 ist ein gewisser Haito als Stifter von Ländereien in unmittelbarer Nähe von Aidenbach urkundlich belegt. Vermutlich leitet sich der Ortsname von diesem ab, ergänzt um das althochdeutsche pah (auch bah oder pach) für Bach. 1072 wurde die Pfarrei Aidenbach erstmals in einer Stiftungsurkunde des Passauer Bischofs Altmann unter dem Namen Etinbach erwähnt. Sie war von 1076 bis zur Säkularisation dem Augustinerchorherrenstift St. Nikola zu Passau inkorporiert.
Ab 1120 war Aidenbach Sitz eines Herrengeschlechts; aus dieser Zeit ist der Name Atinpach belegt. Im 13. Jahrhundert war es im Besitz der Grafen von Hals und erhielt in dieser Zeit auch seine Marktfreiheit. In der Folgezeit kam Aidenbach an die Landgrafen von Leuchtenberg, 1423 an Frauenberg sowie 1508 gemeinsam mit Haidenburg an Alban von Closen.
An der Stelle des Gunzingerhauses lokalisiert man die mittelalterliche abgegangene Burg Aidenbach.

### Schlacht von Aidenbach

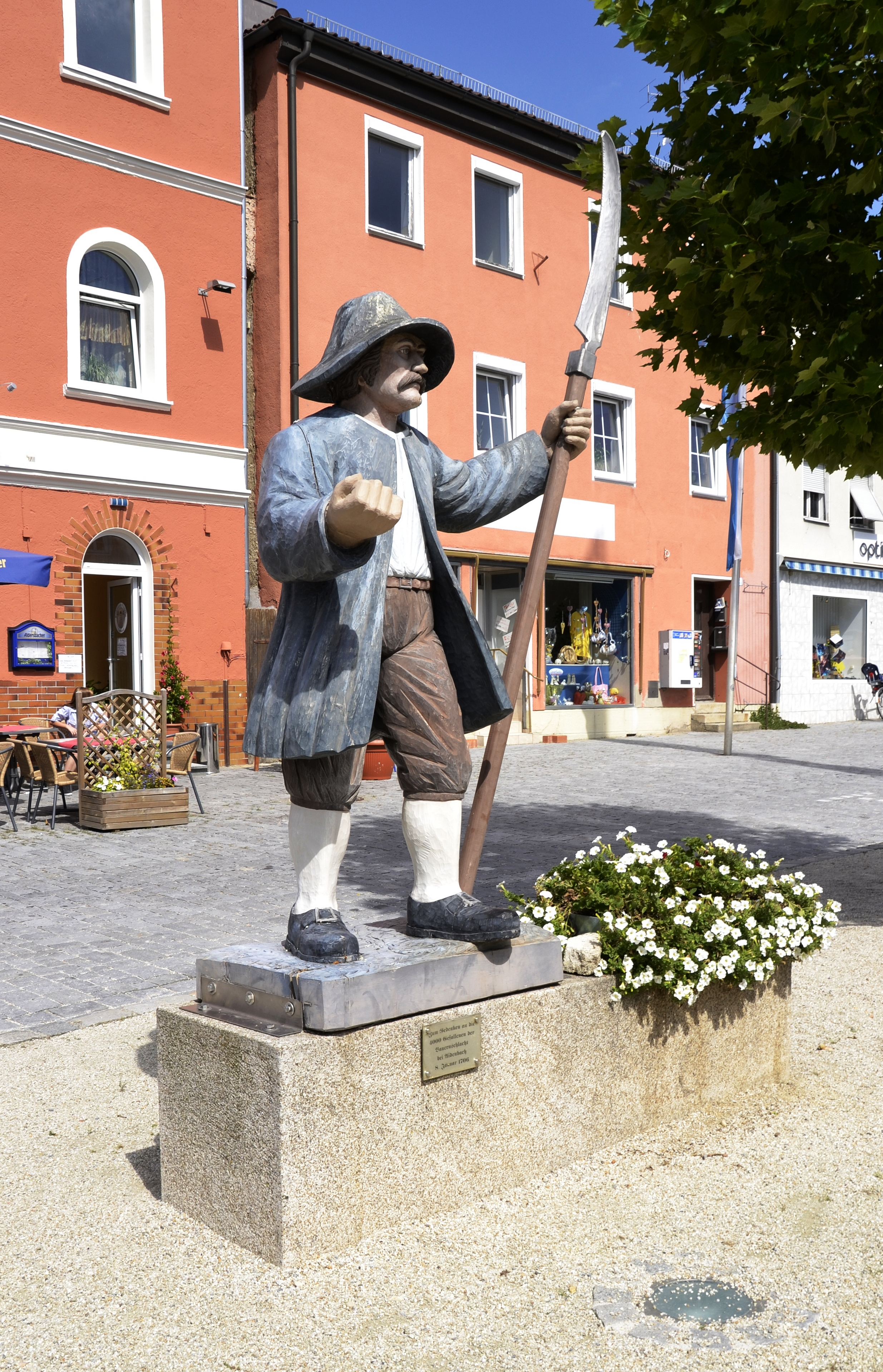
Bauernkämpfer-Statue in Aidenbach

Am 8. Januar 1706 fand hier im Rahmen der Bayerischen Volkserhebung während des Spanischen Erbfolgekrieges die Schlacht von Aidenbach statt, die den letzten Widerstand der revoltierenden bayerischen Bauern gegen die kaiserlich-habsburgische Besatzung brach. Es gab etwa 4000 Gefallene.
Im Jahr 2021 wurde die Anerkennung als Immaterielles Kulturerbe der UNESCO beantragt.

### 18./19. Jahrhundert
In der zweiten Hälfte des 18. Jahrhunderts vererbte sich Aidenbach an die Grafen von Taufkirchen und wurde zuletzt von der Freifrau von Aretin erworben.
Aidenbach konnte lange Zeit als Teil der Herrschaft Haidenburg nur geringe Teile seiner Marktrechte ausüben. Mit dem Gemeindeedikt von 1818 entstand die heutige politische Gemeinde, die mit der Auflösung der Patrimonialgerichte 1848 volle Selbstständigkeit erhielt.

### 20. Jahrhundert
Im Jahr 1967 wurde dem Markt Aidenbach das Prädikat Staatlich anerkannter Erholungsort verliehen. Mit der Gemeindegebietsreform wurden am 1. Januar 1972 Teile der aufgelösten Gemeinde Haidenburg nach Aidenbach eingegliedert.

### Einwohnerentwicklung
Im Zeitraum 1988 bis 2018 wuchs der Markt von 2332 auf 2948 Einwohner bzw. um 26,4 %.
| Jahr      | 1961 | 1970 | 1987 | 1991 | 1995 | 2000 | 2005 | 2010 | 2015 | 2020 |
| --------- | ---- | ---- | ---- | ---- | ---- | ---- | ---- | ---- | ---- | ---- |
| Einwohner | 2231 | 2368 | 2323 | 2421 | 2790 | 2976 | 3134 | 3069 | 2963 | 3028 |

## Politik

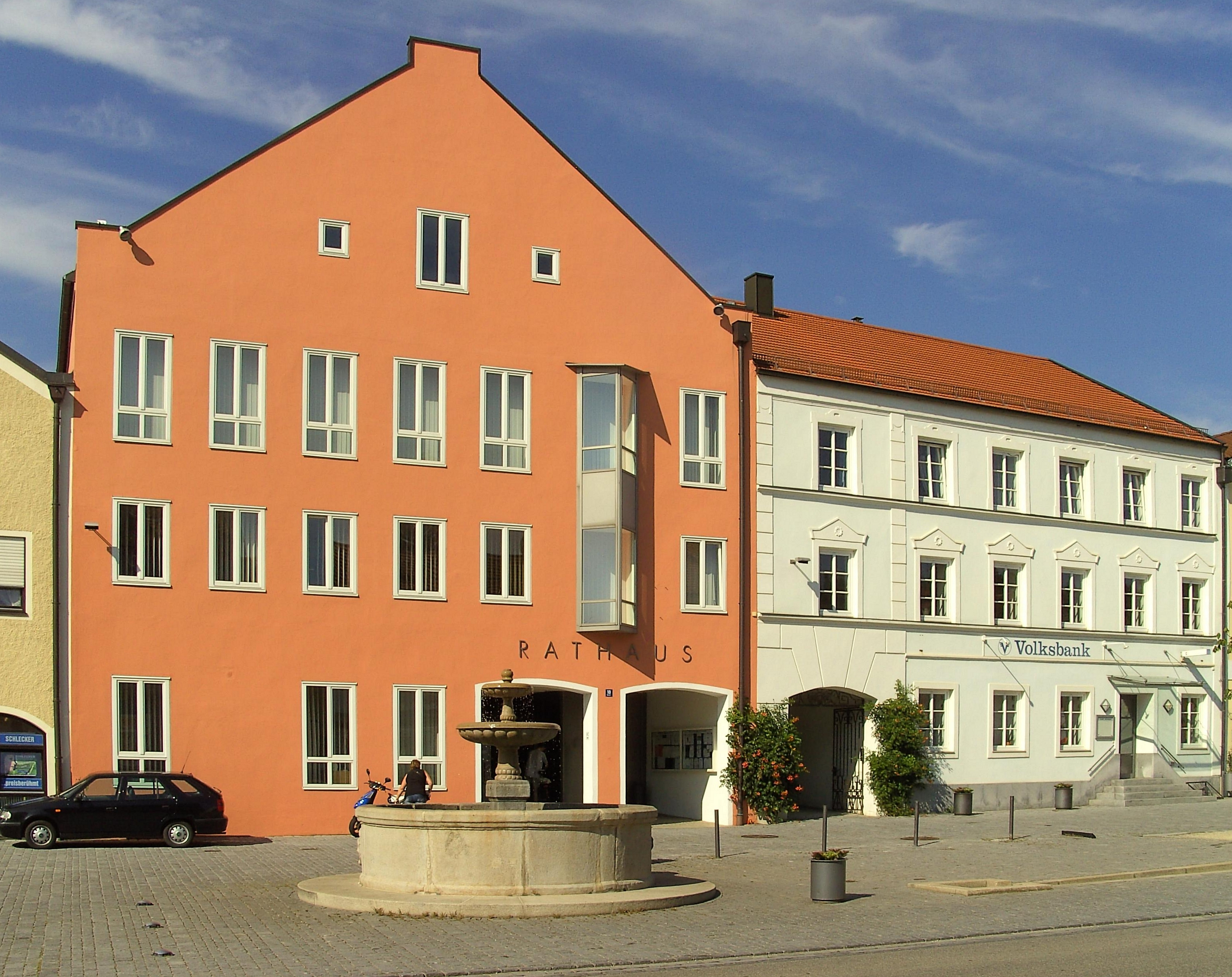
Rathaus von Aidenbach

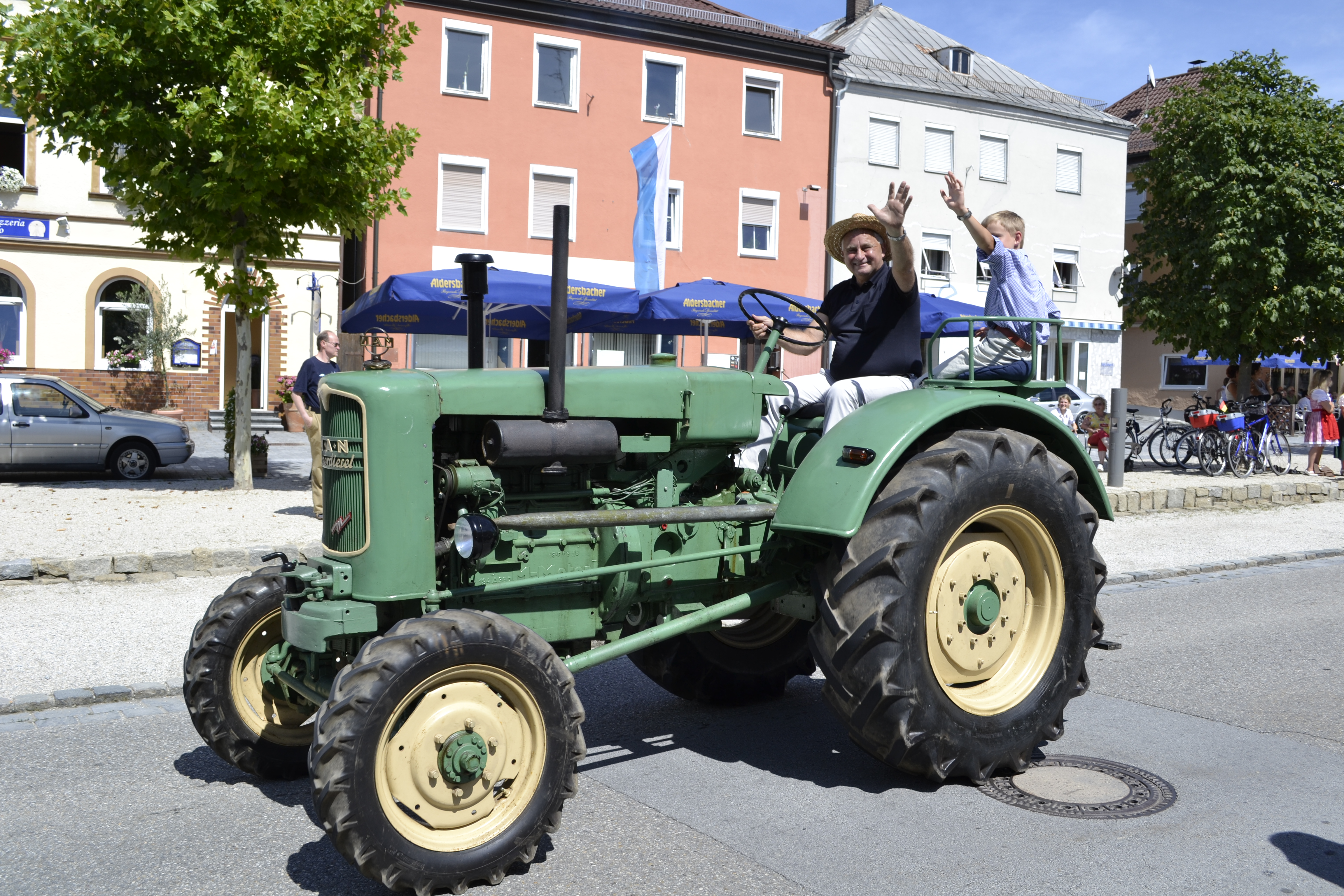
Der Bürgermeister von Aidenbach Karl Obermeier auf einem Traktor während eines Oldtimerumzugs am 14. August 2011

### Marktgemeinderat
Der Marktgemeinderat setzt sich wie folgt zusammen:
|                                         | 2008 | 2014 | 2020 |
| --------------------------------------- | ---- | ---- | ---- |
| CSU                                     | 8    | 8    | 6    |
| Freie Wähler                            | 5    | 4    | 3    |
| SPD – Parteifreie Wählergemeinschaft    | 1    | 2    | 1    |
| Überparteiliche Wählergemeinschaft (ÜW) | 1    | 1    | 1    |
| Die Unbequemen                          | –    | 1    | –    |
| Innovative Aidenbach                    | 1    | –    | –    |
| Grüne                                   | –    | –    | 2    |
| FDP                                     | –    | –    | 1    |
| Gesamt                                  | 16   | 16   | 14   |

Bei der Kommunalwahl vom 15. März 2020 haben von den 2392 stimmberechtigten Einwohnern 1516 von ihrem Wahlrecht Gebrauch gemacht, womit die Wahlbeteiligung bei 63,38 % lag.

### Bürgermeister
Der  erste Bürgermeister Karl Obermeier (CSU) verstarb am 17. Juli 2023 im Alter von 68 Jahren. Bis zur Neuwahl und Amtseinführung des Nachfolgers Robert Grabler wurden die Amtsgeschäfte von einem der weiteren Bürgermeister geführt. Karl Obermeier war seit dem 1. Mai 2008 im Amt, nachdem er am 2. März 2008 mit 54,8 % der gültigen Stimmen erstmals gewählt worden war. Bei der Kommunalwahl vom 15. März 2020 wurde er mit 72,54 % der Stimmen wiedergewählt.

### Wappen

Bannerflagge von Aidenbach

| Wappen von Aidenbach | Blasonierung: „In Blau ein silberner Schrägbalken, belegt mit einem gebogenen, goldenen Doppelhaken.“ |
| Wappen von Aidenbach | Wappenbegründung: Der Schrägbalken, hier oft als "Schrägbach" bezeichnet, stellt einen Bach dar und "redet" so das Ortsnamengrundwort "Bach". Der sehr seltene gebogene Doppelhaken wird hier als landwirtschaftliches pickelähnliches Rodungs- und Urbarmachungswerkzeug in ältesten Zeiten beschrieben. Das Gemeindewappen von Aidenbach ist seit 1811 in Verwendung. |

### Gemeindepartnerschaften
- Volyně, Tschechien
- Kopfing im Innkreis, Österreich

## Kirchen

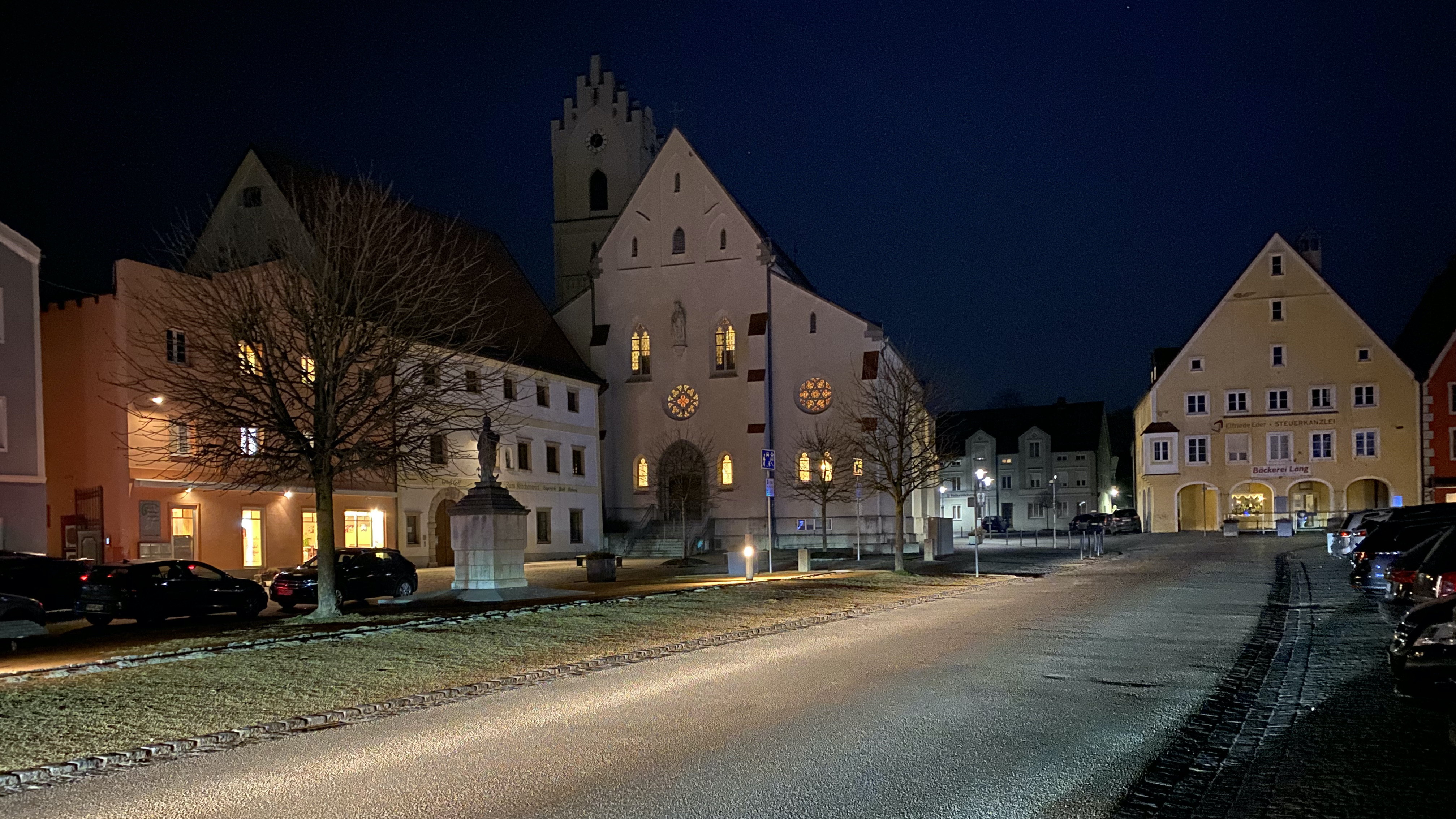
Marktplatz von Aidenbach mit der Pfarrkirche St. Agatha (Foto: Martin Ortmeier), 2023

- Pfarrei Aidenbach im Pfarrverband Aldersbach (Dekanat Vilshofen): Katholische Pfarrkirche St. Agatha, erbaut 1900 von Johann Baptist Schott, mit den Bronze-Glocken St. Agatha (Guss 1960, 1565 kg), Michael (1960, 1330 kg), Maximilian (1948, 950 kg), Valentia (1948, 675 kg) und NN (1928, 425 kg)[13]
- Evangelisch-Lutherische Kirchengemeinde Aidenbach: Kreuzkirche, eingeweiht 1956

## Kultur und Sehenswürdigkeiten

### Denkmal am Handlberg
In Erinnerung an die Bauernschlacht von Aidenbach kann das Denkmal am Handlberg besichtigt werden. Vom Marktplatz aus kann dieses in einem kurzen Fußmarsch erreicht werden.

### Festspiele
Traditionell findet in den Sommermonaten Juli und August das Freilichttheaterstück Lieber bairisch sterben …Aidenbach 1706 zur Erinnerung an die verlorene Bauernschlacht statt. Außerdem gibt es einen Bauernmarkt. Der Kultur und Festspielverein Aidenbach e. V. erhielt 2017 den Heimatpreis Bayern.

### Freizeitmöglichkeiten
Im Umkreis von etwa 15 Kilometer befinden sich folgende Freizeitmöglichkeiten:
- Museum Quintana Künzing: Die Dauerausstellung gliedert sich in die Abschnitte Jungsteinzeit, Metallzeiten, Römische Kaiserzeit, Spätantike und frühes Mittelalter.[16]
- Vogelpark Irgenöd: vom 1. April bis 31. Oktober täglich von 9–19 Uhr geöffnet
- Wildpark Schloss Ortenburg: vom 1. April bis 31. Oktober täglich von 9–18 Uhr geöffnet
- der „Dom des Vilstals“ – das 1803 säkularisierte Zisterzienserkloster und die Brauerei mit dem Brauereimuseum in Aldersbach

## Wirtschaft und Infrastruktur

### Wirtschaft einschließlich Land- und Forstwirtschaft
Im Jahr 2021 gab es nach der amtlichen Statistik 789 sozialversicherungspflichtig Beschäftigte am Arbeitsort. Sozialversicherungspflichtig Beschäftigte mit Wohnort Aidenbach gab es 1218. Damit hatte die Gemeinde um 429 Personen mehr Aus- als Einpendler.
Im Jahre 2020 existierten 23 landwirtschaftliche Betriebe. 2021 waren 1075 Hektar (62,9 %) der Gemeindefläche landwirtschaftlich genutzt, 379 Hektar (22,2 %) waren Wald. Die Siedlungsfläche betrug 161 Hektar (9,4 %).

### Verkehr

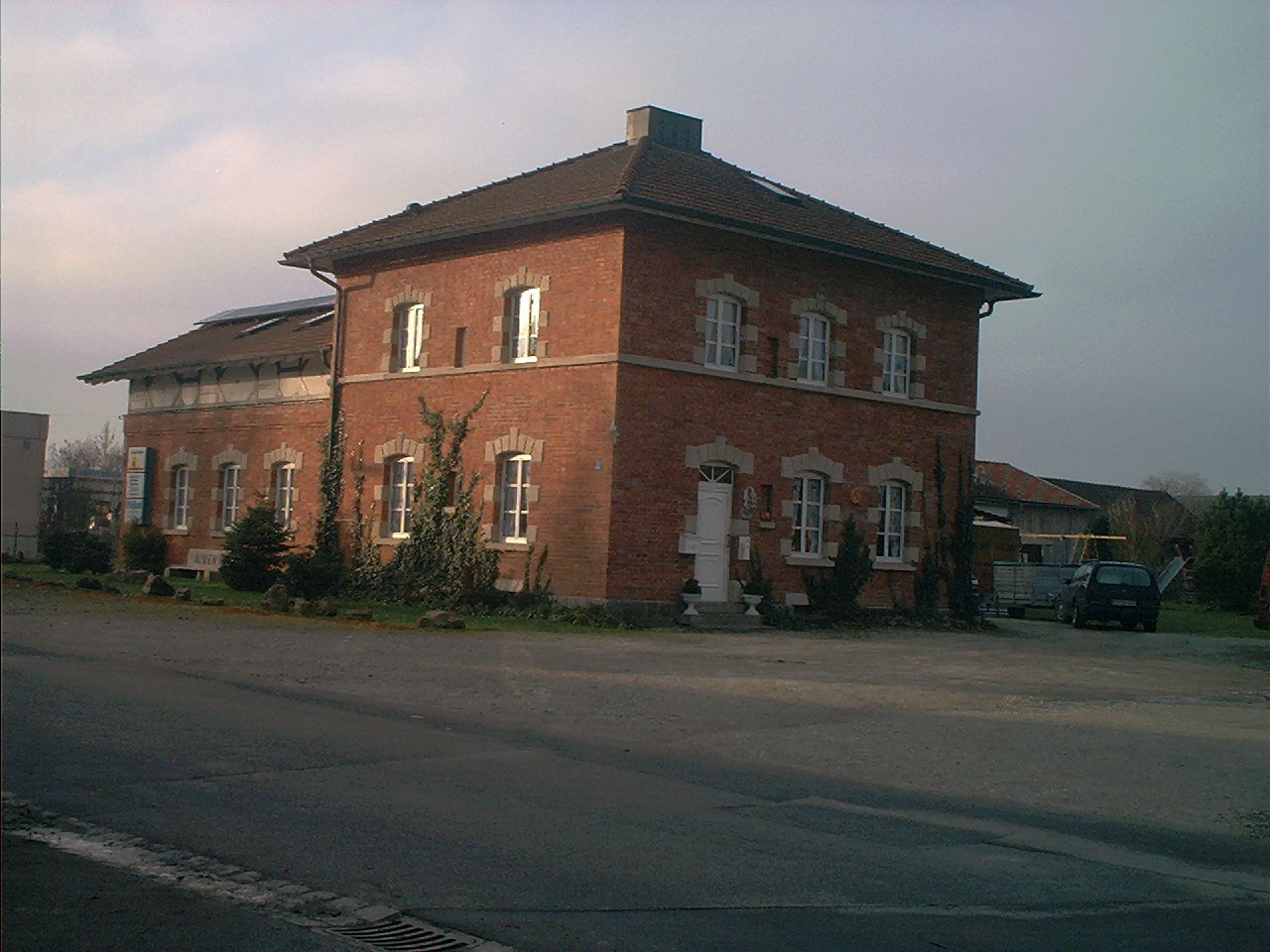
Bahnhof Aidenbach

Aidenbach war früher der Endpunkt der Lokalbahn Vilshofen–Aidenbach. Heute führt eine Staatsstraße durch die Ortsmitte, um die sich die ganze Siedlung gruppiert.

### Bildung
2022 gab es folgende Einrichtungen:
- Kindertagesstätte mit 112 genehmigten Plätzen und 95 Kindern, davon elf unter drei Jahren
- Mittelschule mit zehn Klassen, 18 Lehrern und 201 Schülern

## Söhne und Töchter des Ortes
- Wolfgang von Closen (1503–1561), Bischof von Passau
- Franz Wilhelm Kick (1925–2012), Lehrer und Politiker (SPD)
- Ferdinand Reinhard Gahbauer (1945–2011), Mönch und Theologe